# Serie A1 1988-1989 (pallacanestro maschile)
Il campionato di Serie A1 di pallacanestro maschile 1988-1989 è stato il sessantasettesimo organizzato in Italia.
Rispetto alla stagione precedente, la formula è rimasta invariata. Le 16 squadre si sono incontrante in un girone all'italiana, con partite di andata e ritorno. Al termine della stagione regolare, le squadre classificatesi tra il quinto e il decimo posto e le prime due della Serie A2, si sono incontrate negli ottavi dei play-off; nei quarti si sono aggiunte le prime quattro, che si sono affrontate per l'assegnazione dello scudetto. Le ultime due retrocedono direttamente, mentre le squadre tra l'undicesimo e il quattordicesimo posto si giocano la salvezza con le squadre classificatesi tra il terzo e il decimo posto in A2 ai play-out, divise in due gironi da sei.
La Philips Milano ha vinto il suo ventiquattresimo titolo, eliminando ai play-off Irge Desio, Benetton Treviso, Scavolini Pesaro ed Enichem Livorno.
Proprio la finale tra meneghini e labronici, disputata il 27 maggio 1989, rimane uno dei capitoli più famosi e controversi nella storia del basket.

## Stagione regolare

### Classifica
|  |     | Classifica stagione regolare 1988-1989 | Pt | G  | V  | P  | PtF  | PtS  |
|  | --- | -------------------------------------- | -- | -- | -- | -- | ---- | ---- |
|  | 1.  | Scavolini Pesaro                       | 42 | 30 | 21 | 9  | 2678 | 2600 |
|  | 2.  | Enichem Livorno                        | 38 | 30 | 19 | 11 | 2897 | 2754 |
|  | 3.  | Knorr Bologna                          | 36 | 30 | 18 | 12 | 2623 | 2642 |
|  | 4.  | Benetton Treviso                       | 36 | 30 | 18 | 12 | 2467 | 2375 |
|  | 5.  | Philips Milano                         | 36 | 30 | 18 | 12 | 2760 | 2599 |
|  | 6.  | Snaidero Caserta                       | 36 | 30 | 18 | 12 | 2803 | 2799 |
|  | 7.  | Arimo Bologna                          | 34 | 30 | 17 | 13 | 2636 | 2550 |
|  | 8.  | Paini Napoli                           | 34 | 30 | 17 | 13 | 2516 | 2505 |
|  | 9.  | Divarese Varese                        | 34 | 30 | 17 | 13 | 2614 | 2442 |
|  | 10. | Vismara Cantù (-1)                     | 33 | 30 | 17 | 13 | 2745 | 2686 |
|  | 11. | Allibert Livorno                       | 28 | 30 | 14 | 16 | 2512 | 2613 |
|  | 12. | Phonola Roma                           | 22 | 30 | 11 | 19 | 2479 | 2627 |
|  | 13. | Cantine Riunite Reggio Emilia          | 20 | 30 | 10 | 20 | 2502 | 2572 |
|  | 14. | Ipifim Torino                          | 20 | 30 | 10 | 20 | 2706 | 2798 |
|  | 15. | Hitachi Venezia                        | 18 | 30 | 9  | 21 | 2482 | 2668 |
|  | 16. | Alno Fabriano                          | 12 | 30 | 6  | 24 | 2648 | 2838 |

## Play-off
| Ottavi di finale | Ottavi di finale       | Ottavi di finale | Ottavi di finale | Ottavi di finale |  |  | Quarti di finale | Quarti di finale | Quarti di finale | Quarti di finale | Quarti di finale |  |  | Semifinali | Semifinali       | Semifinali | Semifinali | Semifinali |  |  | Finale | Finale          | Finale | Finale | Finale | Finale | Finale |
|                  |                        |                  |                  |                  |  |  |                  |                  |                  |                  |                  |  |  |            |                  |            |            |            |  |  |        |                 |        |        |        |        |        |
| 1                | Scavolini Pesaro       |                  |                  |                  |  |  |                  |                  |                  |                  |                  |  |  |            |                  |            |            |            |  |  |        |                 |        |        |        |        |        |
|                  | bye                    |                  |                  |                  |  |  |                  | Scavolini Pesaro | 89               | 83               | 111              |  |  |            |                  |            |            |            |  |  |        |                 |        |        |        |        |        |
| 8                | Paini Napoli           | 72               | 83               | 65               |  |  | Divarese Varese  | 77               | 86               | 86               |                  |  |  |            |                  |            |            |            |  |  |        |                 |        |        |        |        |        |
| 9                | Divarese Varese        | 75               | 78               | 70               |  |  |                  |                  |                  |                  |                  |  |  |            | Scavolini Pesaro | 0          | 82         |            |  |  |        |                 |        |        |        |        |        |
| 4                | Benetton Treviso       |                  |                  |                  |  |  |                  |                  |                  |                  |                  |  |  |            | Philips Milano   | 2          | 85         |            |  |  |        |                 |        |        |        |        |        |
|                  | bye                    |                  |                  |                  |  |  |                  | Benetton Treviso | 73               | 76               |                  |  |  |            |                  |            |            |            |  |  |        |                 |        |        |        |        |        |
| 5                | Philips Milano         | 114              | 88               | 93               |  |  | Philips Milano   | 83               | 92               |                  |                  |  |  |            |                  |            |            |            |  |  |        |                 |        |        |        |        |        |
| 2A2              | Irge Desio             | 116              | 80               | 84               |  |  |                  |                  |                  |                  |                  |  |  |            |                  |            |            |            |  |  |        | Philips Milano  | 79     | 100    | 73     | 77     | 86     |
| 2                | Enichem Livorno        |                  |                  |                  |  |  |                  |                  |                  |                  |                  |  |  |            |                  |            |            |            |  |  |        | Enichem Livorno | 92     | 81     | 69     | 83     | 85     |
|                  | bye                    |                  |                  |                  |  |  |                  | Enichem Livorno  | 84               | 77               |                  |  |  |            |                  |            |            |            |  |  |        |                 |        |        |        |        |        |
| 7                | Arimo Bologna          | 98               | 85               | 82               |  |  | Arimo Bologna    | 72               | 68               |                  |                  |  |  |            |                  |            |            |            |  |  |        |                 |        |        |        |        |        |
| 10               | Vismara Cantù          | 81               | 104              | 74               |  |  |                  |                  |                  |                  |                  |  |  |            | Enichem Livorno  | 79         | 78         | 108        |  |  |        |                 |        |        |        |        |        |
| 3                | Knorr Bologna          |                  |                  |                  |  |  |                  |                  |                  |                  |                  |  |  |            | Knorr Bologna    | 77         | 91         | 82         |  |  |        |                 |        |        |        |        |        |
|                  | bye                    |                  |                  |                  |  |  |                  | Knorr Bologna    | 93               | 96               | 94               |  |  |            |                  |            |            |            |  |  |        |                 |        |        |        |        |        |
| 6                | Snaidero Caserta       | 90               | 85               | 96               |  |  | Snaidero Caserta | 92               | 112              | 93               |                  |  |  |            |                  |            |            |            |  |  |        |                 |        |        |        |        |        |
| 1A2              | Standa Reggio Calabria | 86               | 89               | 81               |  |  |                  |                  |                  |                  |                  |  |  |            |                  |            |            |            |  |  |        |                 |        |        |        |        |        |

## Play-out
Partecipano ai play-out Allibert Livorno, Phonola Roma, Cantine Riunite Reggio Emilia e Ipifim Torino. Si giocheranno la permanenza in serie A1 insieme a 8 squadre di A2 (classificate dal 3º al 10º posto). Sono previsti due gironi (verde e giallo) all'italiana con partite di andata e ritorno. Le prime due classificate di ogni girone sono ammesse al campionato di serie A1 1989-1990.

## Verdetti
- Campione d'Italia:  Philips Milano

Formazione: Massimiliano Aldi, Matteo Anchisi, Marco Baldi, Bill Martin, Alessandro Chiodini, Mike D'Antoni, Albert King, Bob McAdoo, Dino Meneghin, Piero Montecchi, Davide Pessina, Riccardo Pittis, Flavio Portaluppi, Roberto Premier. Allenatore: Franco Casalini.
- Retrocessioni in Serie A2: Allibert Livorno, Ipifim Torino, Hitachi Venezia e Alno Fabriano.